# Dailly
Pour les articles homonymes, voir Dailly (homonymie).
Dailly (en wallon Dayi) est une section de la ville belge de Couvin située en Région wallonne dans la province de Namur.
C'était une commune à part entière avant la fusion des communes de 1977.
Dailly se trouve sur le territoire du Parc national de l'Entre-Sambre-et-Meuse (ESEM).

## Géographie
Le village est borné au nord par Aublain et Boussu-en-Fagne, à l’est par Pesche et Couvin, au sud par Gonrieux et Baileux et à l’ouest par Aublain. Le territoire est traversé au sud par la N 99 et est arrosé par l’Eau Blanche et le ruisseau d’Aine.

## Évolution démographique
- Source: DGS, 1831 à 1970=recensements population, 1976= habitants au 31 décembre

## Histoire
La première date que l'on peut prendre en considération pour l'existence du village est l'année 868. Mais l'origine de Dailly remonte au-delà de l'époque gallo-romaine ce qu'en témoignent les restes d'une chaussée romaine à l'Haie de Frasnes et la découverte de trésors monétaires en 1856 et 1871.
Daleis (Dailly) en 868 est possession de l'abbaye de Lobbes au IXe siècle siècle. La plus grande partie du terroir fut donné par Erlebold, un des leudes de Charles le simple, au chapitre de Chimay en 887. La donation est confirmée par le pape Lucius III en 1182.
On sait qu'Otbert, évêque de Liège, acheta, en 1096, pour 50 marcs d'or à Baudouin II, comte de Hainaut, qui a besoin d’argent pour partir en croisade, le château de Couvin avec toutes ses dépendances. La châtellenie de Couvin, qui s'étendait de la Meuse vers Revin, jusqu'au territoire de Chimay, comprenait :
1. les anciennes propriétés des moines de Saint-Germain-des-Prés, assignées en dot, vers 996, à Hadewide, fille de Hugues Capet, lors de son mariage avec Regnier IV, comte de Hainaut, savoir : Couvin, Frasnes, Nismes, Pesche et Boussu-en-Fagne ;
2. les villages de Gonrieux (Gonthereis), Dailly (Daleis), Petigny (Dithineis) et Aublain (Albinium) qui appartenaient, en 868, à l'abbaye de Lobbes, mais que le comte de Hainaut avait réuni au domaine de Couvin dans le cours du XIe siècle.

Au début du XIIIe siècle, un habitant du nom de Gonzelin teste en faveur de l’abbaye de Waulsort tandis qu’en 1296, l’abbaye de Floreffe donne à Louis de Warous et à ses héritiers une petite dîme.
En 1301, Dailly est cité pour la première fois comme village de la châtellenie de Couvin. Les décimateurs sont le chapitre de Chimay et l’abbaye de Florennes.
En l'an 1452, bon nombre de maisons furent détruites ainsi que le château-fort par les Français. Ce qui en restait, une tour de 12 m de hauteur à côté de l’église, fut démoli en 1827.
En 1554, le village est brûlé par les troupes françaises du roi Henri II
Gérard de Groesbeek, Prince Evêque de Liège, achète le 17 avril 1565, à Claude de Witthem la Châtellenie de Couvin ainsi que les dépendances de Nismes, Frasnes, Dailly et Aublain moyennant une rente de 3 000 florins de Brabant.
En mai 1636 les soldats de Chimay dévastent les villages d'Aublain, Dailly et Gonrieux (Presgaux est devenue commune le 31 juillet 1913 par détachement de la commune de Gonrieux).
Dailly est annexé à la France avec le district de Couvin en 1793 et en 1794 les communes d'Aublain, Gonrieux et Pesche sont regroupées en canton dont Dailly en devient le chef-lieu. La Justice de paix du canton se trouvait à Gonrieux.
Les recettes pour les contributions et le Tribunal de police correctionnelle, se trouvait dans l'arrondissement de Rocroi qui en était la sous-préfecture.
L’église Saint-Quentin a probablement été construite au XVIe siècle et augmentée d’un chœur au XVIIIe siècle. Elle contient des pierres tombales des XVIIe siècle et XVIIIe siècle siècles.
La paroisse (succursale) est rétablie en 1808. Elle dépend du diocèse de Metz en 1808, puis de Namur en 1823. Elle relève du doyenné de Couvin en 1837 et du  secteur de Couvin en 1979. 
La localité cédée par la France en 1815, est détachée du département des Ardennes et rattachée au Royaume des Pays-Bas  (province de Namur).
Durant le siècle dernier, l'économie locale est tournée vers l’agriculture et l’élevage des bovins.

## Patrimoine
- Eglise Saint-Quentin (XVIIe – XIXe siècle)[4].
- Chapelle de la Sainte-Famille au lieu-dit Hublet. Potale du XIXe siècle[5].

## Personnalités liées
- Théophile Carlier-Dautrebande (1807-1863), homme politique belge y est né